# Doom (datorspel, 1993)
Doom (skrivet som DooM i officiella dokument) är ett datorspel i förstapersonsperspektiv, skapat och utgivet av id Software år 1993.
Spelaren ska med vapenmakt på Phobos besegra anfallande horder av demoner. Spelets viktigaste egenskap var den för tiden avancerade 3D-grafiken där spelaren såg världen genom karaktärens ögon (förstapersonsperspektiv). Doom var inte först med det – Wolfenstein 3D var rent tidsmässigt en föregångare – men det var det första spelet där tekniken kom till sin rätt. Det var i och med Doom som begreppet "First Person Shooter" (förstapersonsskjutare på svenska) etablerades och fick enorm spridning via shareware av de första nivåerna.
Förutom att Doom var den första riktiga storsäljaren i sin genre blev även flerspelarspel-funktionen uppmärksammad och en föregångare till en hel rad onlinespel.
Spelets musik gjordes av Bobby Prince, som hade ambitionen att få fram hårdrocksmusik med dåtidens ljudchips tekniska begränsningar. Han har på senare tid anklagats för att ha plagierat bland andra Metallica.
1997 gav id Software ut källkoden till Doom, vilket har lett till att många portningar och förbättrade versioner har utvecklats och släppts.

## Handling

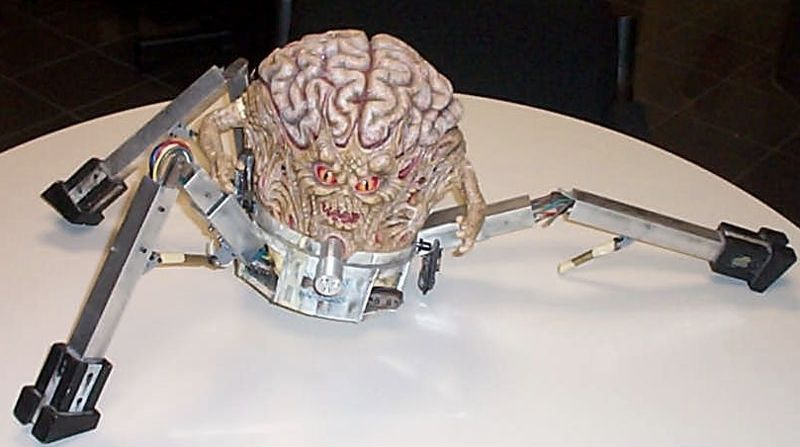
En modell av "Spider Mastermind", slutboss i spelet.

Handlingen är relativt enkel: UAC (Union Aerospace Corporation), ett stort interplanetärt forskningsföretag, experimenterar med teleportering mellan Mars månar Phobos och Deimos. Något går fel och datorsystemen på Phobos kraschar och Deimos försvinner spårlöst. Plötsligt börjar demoner och andra onda varelser strömma ut genom porten på Phobos och dödar alla människor på månen. En grupp marinsoldater skickas dit för att undersöka saken. Alla i gruppen dödas, utom spelaren, som nu står ensam mot alla demoner.
I det första kapitlet, Knee-Deep in the Dead, får spelaren slå sig fram genom installationerna på Phobos för att till sist komma fram till porten till Deimos. Det andra kapitlet, Shores of Hell, utspelar sig på Deimos och avslutas med att det visar sig att den försvunna månen nu svävar ovanför Helvetet. I det tredje kapitlet, Inferno, tar sig spelaren ner till Helvetet, där denne till sist besegrar den demon som ansvarade för attacken. Efter detta öppnas en portal till Jorden för spelaren, som visat sig vara "för svår att innestänga". Kameran panorerar över ett fält med blommor och kaniner, för att sedan visa en brinnande stad och ett spetsat kaninhuvud, vilket tyder på att demonerna från Helvetet lyckades invadera Jorden.
Ett fjärde kapitel, Thy Flesh Consumed, släpptes med en expanderad version av spelet kallad The Ultimate Doom (vilken lanserades efter uppföljaren Doom II). I detta kapitel fortsätter spelaren att slåss mot demoner.
I uppföljaren, Doom II: Hell on Earth, fortsätter handlingen.

## Kopior och efterföljare

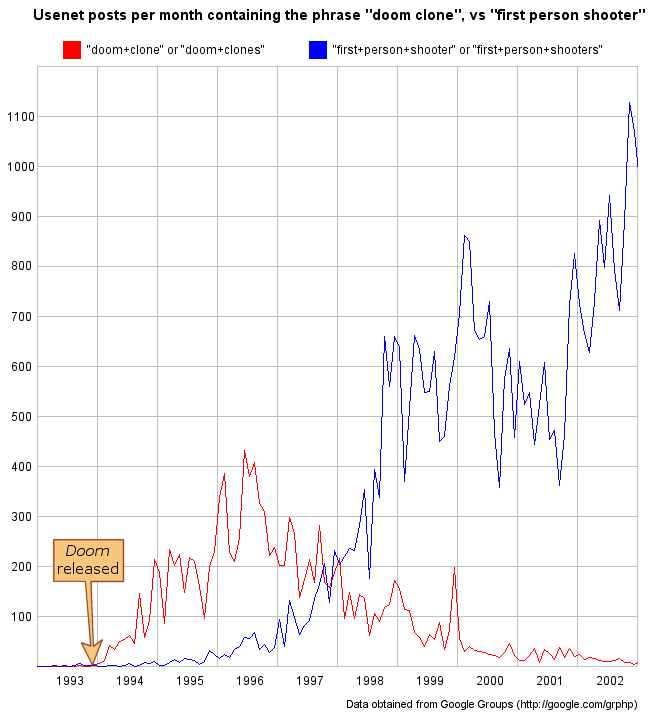
Användandet av termen "Doom-klon" jämfört med "first person shooter"

Doom etablerade FPS-genren i breda kommersiella sammanhang och var en stor succé. Efterföljare blev Doom II: Hell on Earth (1994), id Softwares Quake-serie och senare Doom 3 (2004) samt Doom (2016).
Spelets popularitet gjorde att det ett tag var synonymt med hela genren, som då kallades "Doom-kloner". Senare ersattes termen med det mer allmänna First Person Shooter, se diagram.
Även en film baserad på spelet har gjorts, se filmen Doom.